# ۲-اتیل انتراکوینون
۲-اتیل انتراکوینون (به انگلیسی: 2-Ethylanthraquinone) با فرمول شیمیایی C۱۶H۱۲O۲ یک ترکیب شیمیایی  است. که جرم مولی آن ۲۳۶٫۲۷  گرم بر مول می‌باشد. 